# Axinyssa radiata
Axinyssa radiata är en svampdjursart som först beskrevs av Claude Lévi 1983.  Axinyssa radiata ingår i släktet Axinyssa och familjen Halichondriidae.
Artens utbredningsområde är Nya Kaledonien. Inga underarter finns listade i Catalogue of Life.